# Tuoba sydneyensis
Tuoba sydneyensis is een duizendpotensoort uit de familie van de Geophilidae. De wetenschappelijke naam van de soort is voor het eerst geldig gepubliceerd in 1891 door Pocock.